# Marià Callau Martí
Marià Callau Martí   (el Perelló, 1 de novembre de 1902 - Marsella, 7 d'abril de 1945) fou un dirigent de la CNT i posterior alcalde de Vilanova i la Geltrú.
Nascut a El Perelló el 1906 es traslladà a viure a Vilanova i la Geltrú. Treballador del tèxtil, era contramestre a la fàbrica de la Rambla. En representació de la CNT formà part del Comitè de Defensa Local, constituït el 22 de juliol de 1936. Fou regidor de l'Ajuntament de Vilanova i la Geltrú des de l'octubre de 1936 i des del març de 1937 en fou el Conseller Regidor Primer, equivalent a primer tinent d'alcalde. El juny de 1938 ocupà accidentalment l'alcadia i el 2 de setembre del mateix any en fou escollit alcalde. Només presidí una sessió perquè fou cridat al front. Exiliat el 1939, va passar per diversos camps de concentració i participà en la resistència francesa per contenir l'amenaça nazi. Morí l'abril de 1945 a Marsella, on fou enterrat. Posteriorment les seves despulles foren traslladades a Vilanova i la Geltrú.
| Precedit per: Joan Recasens Farré | Alcalde de Vilanova i la Geltrú setembre 1938 - octubre 1938 | Succeït per: Carles Figueres i Mestres |